# Aksel Horgen
Aksel Horgen (* 29. Mai 1996 in Oslo) ist ein norwegischer Handballspieler.

## Karriere

### Im Verein
Bis 2015 spielte Horgen für den norwegischen Zweitligisten Follo HK. Ab 2015 stand er im Aufgebot für Haslum HK in der Eliteserien. 2017 wechselte er dann zum Ligakonkurrenten Drammen HK. Hier wurde er in der Saison 2018/19 als bester Spieler der Liga ausgezeichnet. Im Sommer 2020 ging er nach Dänemark zu Bjerringbro-Silkeborg. Seit der Saison 2023/24 läuft er für den deutschen Erstligisten SG Flensburg-Handewitt auf. 2024 und 2025 gewann er mit der SG die EHF European League. Im September 2024 wurde bekanntgegeben, dass er im Sommer 2025 den Verein nach Ablauf seines Vertrages verlassen werde, ehe sein Kontrakt im April 2025 um eine weitere Saison verlängert wurde.

### In Auswahlmannschaften
Mit der norwegischen Jugendnationalmannschaft gewann er 2014 bei den Olympischen Jugend-Sommerspielen die Bronzemedaille und nahm an der U19-Weltmeisterschaft 2015 teil. Er steht im Kader der norwegischen Nationalmannschaft und konnte bisher in vier Einsätzen neun Tore erzielen.

## Privat
Aksel Horgen war von 2020 bis Anfang 2024 mit der norwegischen Handballspielerin Henny Reistad liiert.